# Клерамбо, Филипп де
Филипп де Клерамбо (фр. Philippe de Clérambault; ок. 1606 — 24 июля 1665, Париж), граф де Паллюо — французский военачальник, маршал Франции.

## Биография
Сын Жака де Клерамбо (ум. 1631), барона де Паллюо, рыцаря ордена короля, и Луизы Риго де Мильпье.
Назывался бароном, затем графом де Паллюо. Военную карьеру начал в тридцать лет с участия в бою при Буффароле 23 июня 1636 в войсках герцога Савойского и маршала Креки. 12 ноября стал капитаном только что сформированной роты конных аркебузиров. Капитан-лейтенант шеволежеров кардинала Ришельё, получил губернаторство в Ньоре.
Под командованием кардинала Лавалета участвовал в осаде Ландреси, сдавшегося 26 июля 1637. Принимал участие в атаке Аррасских линий 2 августа 1640 и взятии города 10-го. Кампмаршал (14.04.1642), служил в этом качестве в Руссильоне в армии маршалов Шомберга и Ламейере при осаде Перпиньяна, подписавшего капитуляцию 29 августа и сдавшегося 9 сентября.
После смерти кардинала Ришельё его рота шеволежеров была преобразована в роту жандармов, которую дали принцу Морису Савойскому, а граф де Паллюо остался в ней капитан-лейтенантом (12.12.1642).
Кампмаршал в армии герцога Энгиенского в 1643—1645 годах, участвовал в осаде Тьонвиля, сдавшегося 10 августа 1643, штурме Сирка, взятого 1 сентября, и его замка, сдавшегося 3-го.
В первый день Фрайбургского сражения 3 августа 1644 с полком кавалерии Энгиена поддержал атаку принца, который штурмовал часть баварских укреплений. 2 сентября осадил Филиппсбург, капитулировавший 9-го.
Патентом от 20 мая 1645 набрал пехотный полк своего имени, который 20 октября 1647 был включен в состав другого принадлежавшего графу полка. 3 августа 1645 сражался в битве при Нёрдлингене.
Патентом от 20 мая 1646 набрал кавалерийский полк. 30-го был назначен генерал-кампмейстером кавалерии на место маршала Гасьона, и его полк стал называться генерал-кампмейстерским. Участвовал в завоевании Куртре 28 июня, Берг-Сент-Винока 31 июля, Мардика 24 августа, Фюрна 7 сентября, Дюнкерка 7 октября.
14 августа 1647 граф де Паллюо во главе шеволежеров и жандармов гвардии атаковал под Ла-Басе во фронт восемь сотен вражеской кавалерии и отбросил ее к болотам, у которых неприятеля встретили части маршала Гасьона, почти всех перебившие или взявшие в плен. Армия вернулась к Лансу, павшему 3 октября. 20 октября, по смерти маршала Гасьона, Паллюо получил его пехотный полк, который сохранил до конца жизни; в тот же день получил ставшую вакантной должность губернатора города и цитадели Куртре, отказавшись от губернаторства в Ньоре.
Генерал-лейтенант армий короля (22.03.1648), служил во Фландрской армии принца Конде. Привел для осады Ипра 1200 человек из гарнизона Куртре. Ипр сдался 28 апреля и Паллюо 15 июля получил там губернаторство.
Во время Фронды 29 января 1650 был назначен генеральным наместником в Нормандии, под руководством графа д'Аркура; сопровождал в эту провинцию Людовика XIV и двор, покинувших Париж, затем следовал с ними в Бургундию. Был отряжен для осады Бельгарда, который граф де Таванн сдал ему на капитуляцию.
12 октября 1651 назначен командовать армией в Берри. 24-го в Бурже получил приказ разгромить роты жандармов и шеволежеров графа де Сен-Жерана, державшего сторону принца Конде, если они не присоединятся к Беррийской армии. 17 апреля 1652 в Сен-Фаржо эти роты присоединились к королевским силам. В августе 1652, после трех с половиной месяцев осады Паллюо заставил маркиза де Персана, сторонника Конде, сдать Монтрон. За этот успех 24 августа в Компьене был произведен в маршалы Франции. Стал именоваться маршалом Клерамбо. Утвержден в новом чине официально 18 февраля 1653, маршальский жезл получил 1 июня.
31 августа 1653 сложил должность генерал-кампмейстера кавалерии, сохранив полк, названный его именем.
6 апреля 1655, после отставки принца де Конти, стал губернатором Берри и был зарегистрирован Парламентом 5 сентября. Распустил свой кавалерийский полк 18 апреля 1661. 31 декабря того же года был пожалован в рыцари орденов короля.

## Семья
Жена (контракт 27.06.1654): Луиза-Франсуаза Бутийе (ок. 1633—27.11.1722), старшая дочь Леона Бутийе, графа де Шавиньи, государственного секретаря, великого казначея орденов короля, и Анн Фелипо-Вильсавен. Воспитательница детей Месье, придворная дама королевы Испании Марии Луизы Орлеанской
Дети:
- Жюль (ок. 1660—17.08.1714), аббат Сен-Торен-д'Эврё, Жара, Сен-Совена и Шартрёва
- Филипп (ум. 1704), граф де Паллюо
- Тереза